# Thaila Ayala
Thaila Ayala Sales (Presidente Prudente, 14 de abril de 1986) é uma atriz e modelo brasileira. Ficou conhecida por interpretar Marcela na décima quarta temporada da novela Malhação, em 2007.

## Carreira
Em 2002, aos dezesseis anos, Thaila iniciou sua carreira como modelo. Em 2006 se inscreveu na Oficina de Atores da Rede Globo. No final do curso, em novembro, fez testes, e conseguiu o papel de Marcela, a protagonista feminina da décima-quarta temporada de Malhação. Em 2006 posou nua para a revista Trip, e em 2007 foi fotografada por Terry Richardson para o livro Rio, Cidade Maravilhosa, lançado no mesmo ano. Posteriormente o lançamento a atriz e modelo, que aparece em uma foto com o seio a mostra e mordendo os lábios do produtor de elenco Luís Fernando Silva, alegou ter se arrependido da participação no livro.
Em 2010, interpretou a sua primeira vilã, em Ti Ti Ti na pele da modelo ambiciosa Amanda. Em 2013, a atriz voltou a atuar em Sangue Bom como Camila Lancaster na telenovela de Maria Adelaide Amaral.

## Vida pessoal
Em junho de 2009 começou a namorar o ator Paulo Vilhena. Após três meses de relacionamento, o casal foi morar junto. No início de 2011 os dois oficializaram a relação conjugal, em uma pequena cerimônia civil. O casamento não teve festa e foi realizado em segredo da imprensa, por quererem privacidade, onde só a família e amigos íntimos sabiam. A cerimônia religiosa e a festa aconteceram em 21 de novembro do mesmo ano na praia de Fernando de Noronha, tendo entre os padrinhos Fernanda Paes Leme, Fernanda Rodrigues e Raoni Carneiro. Em 13 de janeiro de 2014 anunciaram o divórcio, após três anos de casamento e cinco de relacionamento. Em agosto de 2016 a atriz revelou que havia se batizado na Igreja Pentecostal Anabatista, e se convertido ao Cristianismo protestante, tornando-se evangélica.
Em novembro de 2017, assumiu namoro com o ator Renato Góes. Thaila e Renato ficaram noivos no réveillon de 2018, e casaram-se no dia 5 de outubro de 2019 em uma cerimônia civil e também religiosa, realizado por um pastor em uma igreja evangélica, e também realizada na Igreja do Carmo de Olinda, com uma festa no Instituto Ricardo Brennand no Recife. Seu primeiro casamento religioso apenas contou com a bênção de um padre, não tendo sido oficial para a igreja católica, o que a possibilitou casar oficialmente na igreja em seu segundo matrimônio, mesmo sendo evangélica e divorciada.
A atriz e modelo possui ascendência italiana, espanhola, indígena e moura.
Em 14 de agosto de 2021, Thaila e Renato anunciaram a gravidez do primeiro filho, Francisco, nascido em 1 de dezembro de 2021. No ano seguinte, anunciou sua segunda gravidez, dessa vez de uma menina, que nasceu em 16 de abril de 2023.

## Filmografia

### Televisão
| Ano     | Título             | Papel                                                             | Notas                             |
| ------- | ------------------ | ----------------------------------------------------------------- | --------------------------------- |
| 2006    | Páginas da Vida    | Namorada de Felipe                                                | Episódio: 12 de outubro           |
| 2006    | Malhação           | Vanessa Galvão/Marcela Junqueira Pereira da Silva (Marcela Persí) |                                   |
| 2007    | Malhação           | Vanessa Galvão/Marcela Junqueira Pereira da Silva (Marcela Persí) | [ 25 ]                            |
| 2008    | Faça Sua História  | Kênia                                                             | Episódio: "Bandeira 5"            |
| 2009    | Caminho das Índias | Shivani Mugdaliar                                                 |                                   |
| 2010    | Ti Ti Ti           | Amanda Moura                                                      |                                   |
| 2012    | Cheias de Charme   | Gisele / Fabiene                                                  | Episódio: "5–6 de setembro"       |
| 2013    | Sangue Bom         | Camila Lancaster                                                  |                                   |
| 2014    | (Des)encontros     | Lara                                                              | Episódio: "Lara e Gael"           |
| 2015    | As Canalhas        | Danielle                                                          | Episódio: "Danielle"              |
| 2019-20 | Coisa Mais Linda   | Helô                                                              |                                   |
| 2024    | Família É Tudo     | Elisa                                                             | Participações em alguns capítulos |

### Cinema
| Ano  | Título                      | Papel               | Notas          |
| ---- | --------------------------- | ------------------- | -------------- |
| 2014 | Apnéia                      | Julia               | Curta-metragem |
| 2015 | Foreign Tongues             | Mariana             | Curta-metragem |
| 2016 | Mais Forte que o Mundo      | Laura               |                |
| 2016 | Tesla: Drive the Future     | Garota              | Curta-metragem |
| 2016 | Water Warrior               | Mulher entrevistada | Curta-metragem |
| 2017 | Sex.Sound.Silence           | Thaila              | Curta-metragem |
| 2017 | O Matador                   | Renata              |                |
| 2017 | Pica Pau                    | Vanessa             |                |
| 2018 | When Red is White           | Sara                | Curta-metragem |
| 2018 | Talvez uma História de Amor | Clara               |                |
| 2018 | Coração de Cowboy           | Paula               |                |
| 2019 | Lamento                     | Letícia             |                |
| 2019 | Zeroville                   | Maria               |                |
| 2021 | Moscow                      | Val                 |                |
| 2022 | Inverno                     | Beatriz             |                |

## Prêmios e indicações
| Ano  | Premiação                 | Categoria              | Trabalho     | Resultado |
| ---- | ------------------------- | ---------------------- | ------------ | --------- |
| 2007 | Prêmio Extra de Televisão | Revelação Feminina     | Malhação     | Indicada  |
| 2009 | Capricho Awards           | Mais Estilosa Nacional | Thaila Ayala | Indicada  |
| 2010 | Capricho Awards           | Mais Estilosa          | Thaila Ayala | Indicada  |